# Боеве при Ахалцих (1828 – 1829)
Боевете при Ахалцих (съвременния Ахалцихе в Грузия) през Руско-турската война от 1828 – 1829 г. приключват с успех за руснаците и допринасят за разширението на Руската империя в Югозападен Кавказ.

## Ход на военните действия
Първият бой се състои на 9 август 1828 г., когато руската войска (10 500 души с 40 оръдия) начело с генерал Иван Паскевич успява да изненада и прогони далеч по-многобройната турска армия на Кьосе Мехмед паша (35 000 души с 14 оръдия), стануваща край града. Точно седмица по-късно Паскевич щурмува и превзема Ахалцих, с което обезпечава руския контрол върху горното течение на река Кура и западните подстъпи на столицата на руските владения в Кавказ – Тифлис.
В началото на 1829 г., възползвайки се от оттеглянето на главните руски сили на зимни квартири, османското командване прави опит да си върне крепостта като на свой ред изненада руснаците с помощта на опълчение от местни лази и аджари. Гарнизонът начело с генерал Николай Муравьов обаче реагира своевременно, отбива нападението на 20 февруари и издържа последвалата 12-дневна обсада. В началото на март, с пристигането на руски подкрепления, турските войски се оттеглят.

## Резултат
С Одринския мирен договор Ахалцих става част от Русия.